# Лайм (телеканал)
«Лайм» (арм. Լայմ, англ. Lime) — бывший армянский музыкально-развлекательный телеканал, начавший вещание в 2010 году как «12-й канал», и со сменой названия на «Лайм», с 21-го апреля 2012 года, начался масштабный ребрендинг, полностью изменилось визуальное оформление, формат и позиционирование. Телеканал получил новое название после завершения ребрендинга 31 октября 2012 года. Телеканал захватывал около 50 % территории Армении, также канал доступен абонентам трёх кабельных сетей в Армении — «Ucom», «Interactive TV» и «Eurocable». Эфир канала состоял из музыкального и развлекательного контента. 
2 марта 2015 года канал был закрыт и заменен на «5TV».

## Программы
- “Energy”
- “Pop Lime"
- “Beat Lime”
- “DUOS”
- “Baby Lime”
- “Retro Time”
- “Lime Tube”
- “Astro Lime”
- “ArmTop”
- “InterTop”
- “Hot Lime”
- “Lunch Time”